# خانواده (فیلم ۲۰۱۳)
خانواده (انگلیسی: The Family) فیلمی در ژانر جنایی، اکشن و کمدی به کارگردانی لوک بسون است که در سال ۲۰۱۳ منتشر شد. در بعضی از کشورها این فیلم با نام‌های Malavita و Cosa Nostra منتشر شد. از بازیگران آن می‌توان به رابرت دنیرو، میشل فایفر، تامی لی جونز، و دیانا ایگران اشاره کرد.

## پیرنگ
رئیس مافیا Giovanni Manzoni که از فرمان Don Luchese تخطی کرده است به همراه خانواده‌اش در یک غذاخوری از یک حمله برای نابودی نجات می‌یابد او همراه خانواده دست به...

## خلاصه داستان
جووانی مانزونی، رئیس مافیایی که دون لوچزه (رقیب مافیایی خود) را تحریک کرده بود، به همراه خانواده‌اش از یک سوءقصد در باربیکیو جان سالم به در می‌برد. او لوچزه را لو می‌دهد و باعث زندانی شدنش می‌شود. مانزونی به همراه همسرش مگی، پسرش وارن و دخترش بل، تحت نظارت عامل FBI رابرت استنزفیلد وارد برنامه حفاظت از شاهدان می‌شوند. در نتیجه، آنها چندین بار نقل مکان می‌کنند که آخرین مورد یک شهر کوچک در نرماندی است.
در حین سازگار شدن با زندگی در این شهر، دو مأمور FBI از خانواده محافظت می‌کنند. جووانی ادعا می‌کند نویسنده‌ای است که روی یک رمان تاریخی درباره عملیات نرماندی کار می‌کند، اما بسیاری از محلی‌ها اطلاعات بیشتری درباره این رویداد دارند. او راهی برای فرار از نظارت پیدا می‌کند تا دلیل قهوه‌ای بودن آب خانه را بررسی کند. او یک لوله‌کش را که می‌خواهد بی‌جهت تمام لوله‌های خانه را عوض کند، و همچنین صاحب کارخانه کود را که مسئول آلوده کردن آب است، کتک می‌زند.
بل عاشق هانری، دانشجویی که جایگزین معلم ریاضیات شده، می‌شود. او درخواست کلاس خصوصی ریاضی می‌کند تا بتواند وقت بیشتری با او بگذراند. مگی اغلب به دیدار مأموران مخفی FBI می‌رود و یک فروشگاه مواد غذایی را منفجر می‌کند. او وقت خود را در کلیسا می‌گذراند و با کشیش رابطه دوستانه‌ای دارد. اما این دوستی وقتی پایان می‌یابد که مگی به گناهان خود اعتراف می‌کند و کشیش به او می‌گوید دیگر به کلیسا نیاید.